# Benjamin Limo
Pour les articles homonymes, voir Limo.
Benjamin Limo, né le 23 août 1974 à Kaptagat, est un athlète kenyan, pratiquant la course de fond. Il court sur toutes les distances du 1500 mètres au 10000 mètres.

## Palmarès
Championnats du monde d'athlétisme
- Championnats du monde de 1999 à Séville ( Espagne)
  -  Médaille d'argent sur 5 000 m
- Championnats du monde de 2005 à Helsinki ( Finlande)
  -  Médaille d'or sur 5 000 m
- Championnats du monde d'athlétisme de 2007 à Osaka ( Japon)
  - 15e sur 5 000 m

Jeux du Commonwealth
- Jeux du Commonwealth de 2002 à Manchester ( Angleterre)
  -  Médaille d'argent sur 5 000 m
- Jeux du Commonwealth de 2006 à Melbourne ( Australie)
  -  Médaille de bronze sur 5 000 m

Championnats du monde de cross-country
- -  Médaille d'or sur cross court aux Championnats du monde de cross-country IAAF 1999
  -  Médaille de bronze sur cross court aux Championnats du monde de cross-country IAAF 2001
  -  Médaille de bronze sur cross court aux Championnats du monde de cross-country IAAF 2003